# Киїнська сільська рада
Киї́нська сільська́ ра́да — орган місцевого самоврядування у Чернігівському районі Чернігівської області. Адміністративний центр — село Киїнка.

## Загальні відомості
Киїнська сільська рада утворена в 1974 році.
- Територія ради: 4,65 км²
- Населення ради: 3212 особи (станом на 2001 рік)

## Населені пункти
Сільській раді підпорядковані населені пункти:
- с. Киїнка
- с. Гущин
- с. Жавинка
- с. Трисвятська Слобода
- с. Павлівка

## Склад ради
Рада складається з 20 депутатів та голови.
- Голова ради: Хомазюк Людмила Володимирівна
- Секретар ради: Светенок Любов Григорівна

### Керівний склад попередніх скликань
| ПІБ                           | Основні відомості                                                         | Дата обрання | Дата звільнення |
| ----------------------------- | ------------------------------------------------------------------------- | ------------ | --------------- |
| Хамазюк Людмила Володимирівна | Сільський голова, 1960 року народження, член Народної партії              | 26.03.2006   | 31.10.2010      |
| Хомазюк Людмила Володимирівна | Сільський голова, 1960 року народження, освіта вища, член Партії регіонів | 31.10.2010   |                 |

Примітка: таблиця складена за даними джерела

### Депутати
За результатами місцевих виборів 2010 року депутатами ради стали:

#### За суб'єктами висування
| Суб'єкт висування | Кількість обраних депутатів | %  |
| ----------------- | --------------------------- | -- |
| Самовисування     | 11                          | 55 |
| Партія регіонів   | 9                           | 45 |

#### За округами
| № округу        | Прізвище, ім'я, по батькові     | Дата визнання обраним | Освіта  | Партійна приналежність                        | Відомості про обраного депутата                                                         |
| --------------- | ------------------------------- | --------------------- | ------- | --------------------------------------------- | --------------------------------------------------------------------------------------- |
| Партія регіонів |                                 |                       |         |                                               |                                                                                         |
| 1               | Гордієнко Віталій Віталійович   | 03.11.2010            | вища    | член Партії регіонів                          | фізична особа-підприємець                                                               |
| 2               | Тихомирова Ольга Миколаївна     | 03.11.2010            | вища    | член Партії регіонів                          | Киїнська загальноосвітня школа І-ІІІ ст., вчитель                                       |
| 7               | Сотніченко Оксана Сергіївна     | 03.11.2010            | вища    | член Партії регіонів                          | Киїнський фельдшерсько-акушерський пункт, фельдшер                                      |
| 8               | Целік Валентина Іванівна        | 03.11.2010            | вища    | член Партії регіонів                          | Киїнська загальноосвітня школа І-ІІІ ст., вчитель                                       |
| 9               | Савченко Тетяна Володимирівна   | 03.11.2010            | вища    | член Партії регіонів                          | Киїнська загальноосвітня школа І-ІІІ ст., вчитель                                       |
| 10              | Полулях Ірина Григорівна        | 03.11.2010            | вища    | член Партії регіонів                          | Киїнська загальноосвітня школа І-ІІІ ст., вчитель                                       |
| 11              | Топіха Наталія Анатоліївна      | 03.11.2010            | середня | член Партії регіонів                          | Киїнське відділення зв'язку, оператор відділення                                        |
| 12              | Мех Ніна Яківна                 | 03.11.2010            | середня | член Партії регіонів                          | пенсіонер                                                                               |
| 16              | Скрипко Сергій Олександрович    | 03.11.2010            | вища    | член Партії регіонів                          | ЧНПУ ім. Т. Г. Шевченка, викладач                                                       |
| Самовисування   |                                 |                       |         |                                               |                                                                                         |
| 3               | Івашківська Любов Володимирівна | 03.11.2010            | середня | член Всеукраїнського об'єднання «Батьківщина» | Киїнський ДНЗ «Малятко», машиніст з прання                                              |
| 4               | Скоробогата Марія Іванівна      | 03.11.2010            | середня | член Партії регіонів                          | Чернігівська центральна районна лікарня, медсестра                                      |
| 5               | Бережинський Олег Олексійович   | 03.11.2010            | вища    | позапартійний                                 | Обласний центр інформаційно-аналітичних технологій Чернігівської обласної ради, інженер |
| 6               | Светенок Любов Григорівна       | 03.11.2010            | вища    | член Народної партії                          | Киїнська сільська рада, секретар                                                        |
| 13              | Стефановська Тетяна Ігорівна    | 03.11.2010            | вища    | позапартійна                                  | Киїнський ДНЗ «Малятко», вихователь                                                     |
| 14              | Соколенко Георгій Петрович      | 03.11.2010            | вища    | позапартійний                                 | тимчасово не працює                                                                     |
| 15              | Морзєва Валентина Іваніна       | 03.11.2010            | середня | позапартійна                                  | тимчасово не працює                                                                     |
| 17              | Лесун Наталія Михайлівна        | 03.11.2010            | середня | позапартійна                                  | фельдшерсько-акушерський пункт с. Жовинка, фельдшер                                     |
| 18              | Пономаренко Надія Володимирівна | 03.11.2010            | середня | позапартійна                                  | пенсіонер                                                                               |
| 19              | Голутва Віталій Михайлович      | 03.11.2010            | середня | позапартійний                                 | ЗАТ «Чернігівспецбуд»., виконроб                                                        |
| 20              | Дока Микола Іванович            | 03.11.2010            | середня | член Всеукраїнського об'єднання «Батьківщина» | ВАТ «Чернігівське Хімволокно»., старший майстер                                         |